# Nyáregyháza
Nyáregyháza är en ort i Ungern.   Den ligger i provinsen Pest, i den centrala delen av landet, 40 km sydost om huvudstaden Budapest. Nyáregyháza ligger 137 meter över havet och antalet invånare är 3 770.
Terrängen runt Nyáregyháza är platt. Runt Nyáregyháza är det ganska tätbefolkat, med 96 invånare per kvadratkilometer. Närmaste större samhälle är Albertirsa, 8,9 km öster om Nyáregyháza. Trakten runt Nyáregyháza består till största delen av jordbruksmark.